# Shahab-5
Shahab-5 ou Kosar (Corrente da vida eterna) é um suposto míssil balístico secreto da República Islâmica do Irã. A Inteligência Israelense clama a existência desse míssil desde os anos de 1990. Segundo The Washington Times em 1998, o Primeiro Ministro de Israel Benjamin Netanyahu teria dito que o Irã estava desenvolvendo os mísseis Shahab-4 com alcance suficiente para atingir a Europa e Shahab-5 e Shahab-6 para atingir as bordas do litoral leste dos Estados Unidos. O míssil supostamente entraria em serviço nos anos 2000 e seria uma versão iraniana do míssil Taepodong-2 da Coreia do Norte.
O Shahab-5 teria um alcance entre 4 247,76 e 4 263,85 km com uma ogiva de 1 000 libras (453,6kg).